# Kounotori 9
Kounotori 9 (こうのとり9号機?), también conocido como HTV-9, ha sido  el noveno y último vuelo del Vehículo de transferencia H-II, que es la nave espacial de carga no tripulada de la JAXA que despegó el 20 de mayo de 2020 para reabastecer la Estación Espacial Internacional. Actualmente esta acoplada a la ISS, desde el 25 de mayo. Fue atrapada por el comandante de la Expedición 63, Christopher Cassidy, con el brazo Canadarm 2, y acoplada al módulo  Harmony en el puerto nadir.
Se ha hecho de manifiesto que esta nave será la última lanzada del modelo HTV, para ser reemplazada por el modelo HTV-X.